# غوشنة خريفية
غوشنة خريفية (الاسم العلمي: Morchella autumnalis) هي نوع من الفطريات يتبع جنس الغوشنة من الفصيلة الغوشنية.